# Stephaniella
Stephaniella là một chi rêu trong họ Gymnomitriaceae.